# Fabras

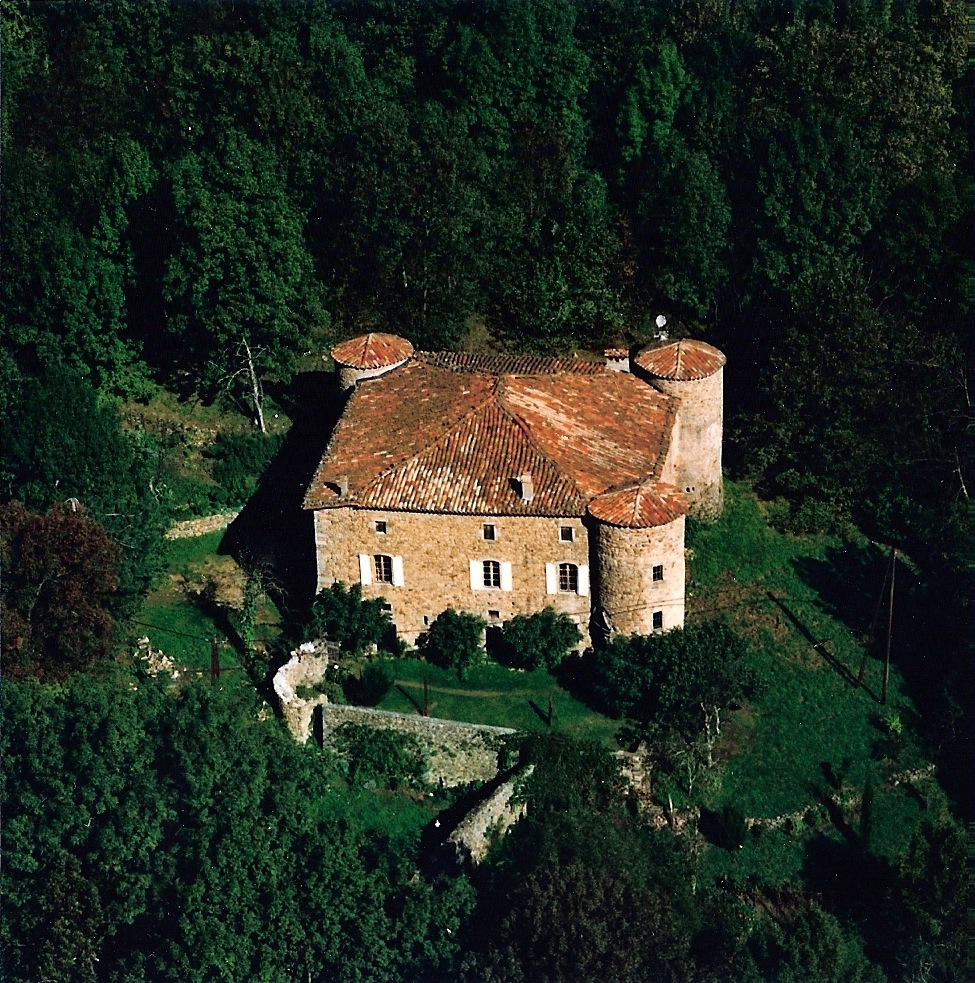
Zamek Pin (1995)

Fabras – miejscowość i gmina we Francji, w regionie Owernia-Rodan-Alpy, w departamencie Ardèche.
Według danych na rok 1990 gminę zamieszkiwało 265 osób, a gęstość zaludnienia wynosiła 35 osób/km² (wśród 2880 gmin regionu Rodan-Alpy Fabras plasuje się na 1363. miejscu pod względem liczby ludności, natomiast pod względem powierzchni na miejscu 1314.).